# Yerne
Yerne är ett vattendrag i Belgien.   Det ligger i provinsen Liège och regionen Vallonien, i den östra delen av landet, 70 km öster om huvudstaden Bryssel.
Trakten runt Yerne består till största delen av jordbruksmark. Runt Yerne är det ganska tätbefolkat, med 239 invånare per kvadratkilometer.